# Megalagrion xanthomelas
Megalagrion xanthomelas (лат.) — вид стрекоз из семейства Coenagrionidae, эндемик Гавайских островов, описанный бельгийским энтомологом Мишелем-Эдмондом Сели-Лонгшаном. Наиболее близкими видом является Megalagrion pacificum.

## Описание
Длина тела стрекоз от 33 до 37 мм. Размах крыльев от 35 до 40 мм. Самцы чёрные с красными пятнами на груди, трёх первых и трёх последних сегментах брюшка, Самки желтовато-коричневые, первые сегменты брюшка чёрные. Длина взрослой личинки от 18 20 мм. На кончике брюшка расположены три длинные утолщённые жабры. Яйцо удлинённое желтоватого цвета, заострённый конец его затемнён. Длина яйца около 1 мм.

## Распространение
Встречаются на островах Оаху, Молокаи, Ланаи, Мауи и Гавайи. Ранее обитал на острове Кауаи. Приурочены к низменных участкам, но отдельные особи могут быть обнаружены на высоте до 1000 м над уровнем моря.

## Экология
Личинки развиваются в стоячих водоёмах, с температурой воды от 21 до 31 °С. и кислотностью от 6,6 до 9,2. Самки обычно откладывают яйца в черешок вайи папоротника Marsilea villosa или стебель Commelina diffusa. Реже откладка яиц производится в воду, при этом самка опускает большую часть брюшка в воду, а самец придерживает её за грудь анальными придатками. Личинки питаются личинками длинноусых двукрылых. В начале XX века вид был одним из обычных и широко распространённых видов на Гавайских островах. С начала 1940-х годов численность уменьшалась, и к 1990-м годам она снизилось до критического уровня. На сокращение численности этого вида, вероятно, оказало влияние вселение в водоёмы чужеродных видов рыб Gambusia affinis и Poecilia latipinna, которых интродуцировали на Гавайских островах для борьбы с комарами. К факторам, оказывающим негативное влияние относятся использование воды для орошения и вселение полуводного растения Brachiaria mutica, которое образует плотные заросли и в местах её произрастания исчезают участки с открытой водой. Включён в Красный список угрожаемых видов МСОП со статусом VU (Уязвимые виды).